# The Unknown Man
The Unknown Man é um filme de drama estadunidense de 1951 dirigido por Richard Thorpe e estrelado por Walter Pidgeon, Ann Harding e Barry Sullivan.

## Enredo
Dwight Bradley Mason, um respeitado advogado, recebe a visita de um ex-colega de classe, Wayne Kellwin, um advogado criminal que lhe pede para defender um certo Rudi Wallchek, acusado de roubo e assassinato. Ele acaba aceitando ao saber que o promotor Joe Bucknor quer pedir a pena de morte. Ele consegue absolvê-lo, mas depois descobre que na verdade Rudi é realmente o culpado...

## Elenco
- Walter Pidgeon como Dwight Bradley "Brad" Masen
- Ann Harding como Stella Masen
- Barry Sullivan como Joe Bucknor
- Keefe Brasselle como Rudi Walchek
- Lewis Stone como Juiz James V. Holbrook
- Eduard Franz como Andrew Jason "Andy" Layford
- Richard Anderson como Bob Masen
- Dawn Addams como Ellie Fansworth
- Philip Ober como Wayne Kellwin
- Konstantin Shayne como Peter Hulderman
- Mari Blanchard como Sally Tever
- Don Beddoe como Ed, homem da impressão
- John Maxwell como Dr. Palmer
- Robert Williams como Deputado Sam

## Bilheteria
De acordo com os registros da MGM, o filme arrecadou US$ 381.000 nos Estados Unidos e Canadá e US$ 330.000 mundialmente, resultando em uma perda de US$ 455.000.

## Recepção
Craig Butler, do allMovie, escreveu em sua crítica: "The Unknown Man tem uma mensagem interessante, mas a maneira como é apresentada cria alguns problemas significativos de credibilidade (...) poderia ter sido um filme melhor se os roteiristas tivessem mantido as coisas um pouco mais simples, mas vale a pena dar uma olhada".